# Battersea Power Station (métro de Londres)

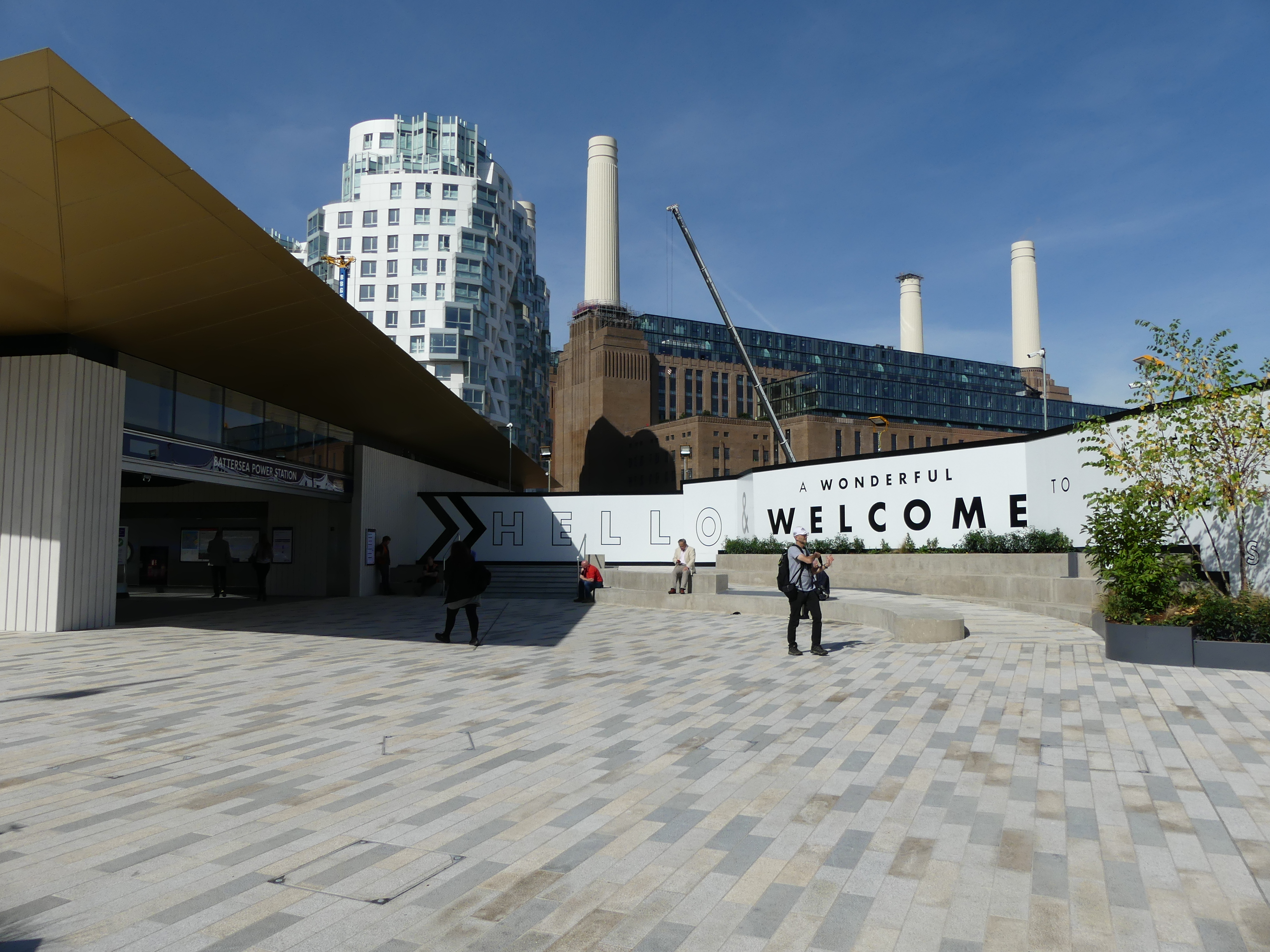
L'entrée de la station et l'ancienne centrale Battersea Power Station en arrière-plan.

Battersea Power Station est une station de la ligne Northern du métro de Londres, située en zone 1 Travelcard.

## Situation sur le réseau
La station se situe à l'extrémité ouest d'une branche de la ligne Northern dont elle constitue le terminus. Elle est établie sous Battersea Park Road, dans le quartier de Battersea, du borough de Wandsworth. Elle comprend un quai central encadré par les deux voies de circulation.

## Dénomination
Elle doit son nom à l'ancienne centrale électrique Battersea Power Station qui s'élève à proximité.

## Histoire
La station est ouverte le 20 septembre 2021, lors de la mise en service de la branche Battersea Power Station de la ligne Northern.

## Services aux voyageurs

### Accès et accueil
L'accès à la station s'effectue par un bâtiment largement ouvert sur une esplanade au milieu d'un quartier nouveau. Elle est équipée d'escaliers mécaniques et d'ascenseurs.

### Desserte

Installations et desserte
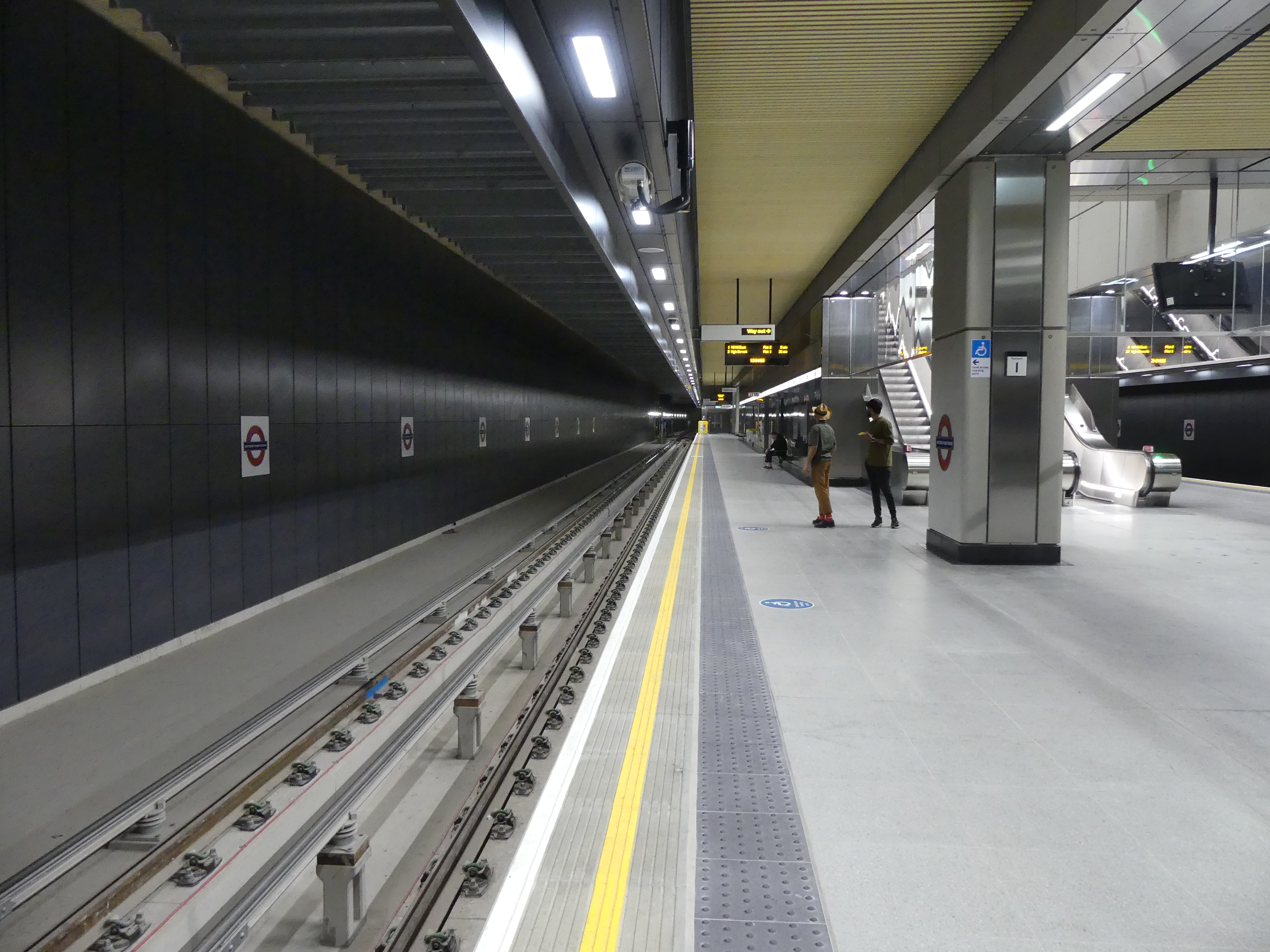
Quai de la station.

### Intermodalité
La station est en correspondance avec les lignes de bus no 156, 344 et 436.